# شركة الطرق الوطنية في إسرائيل

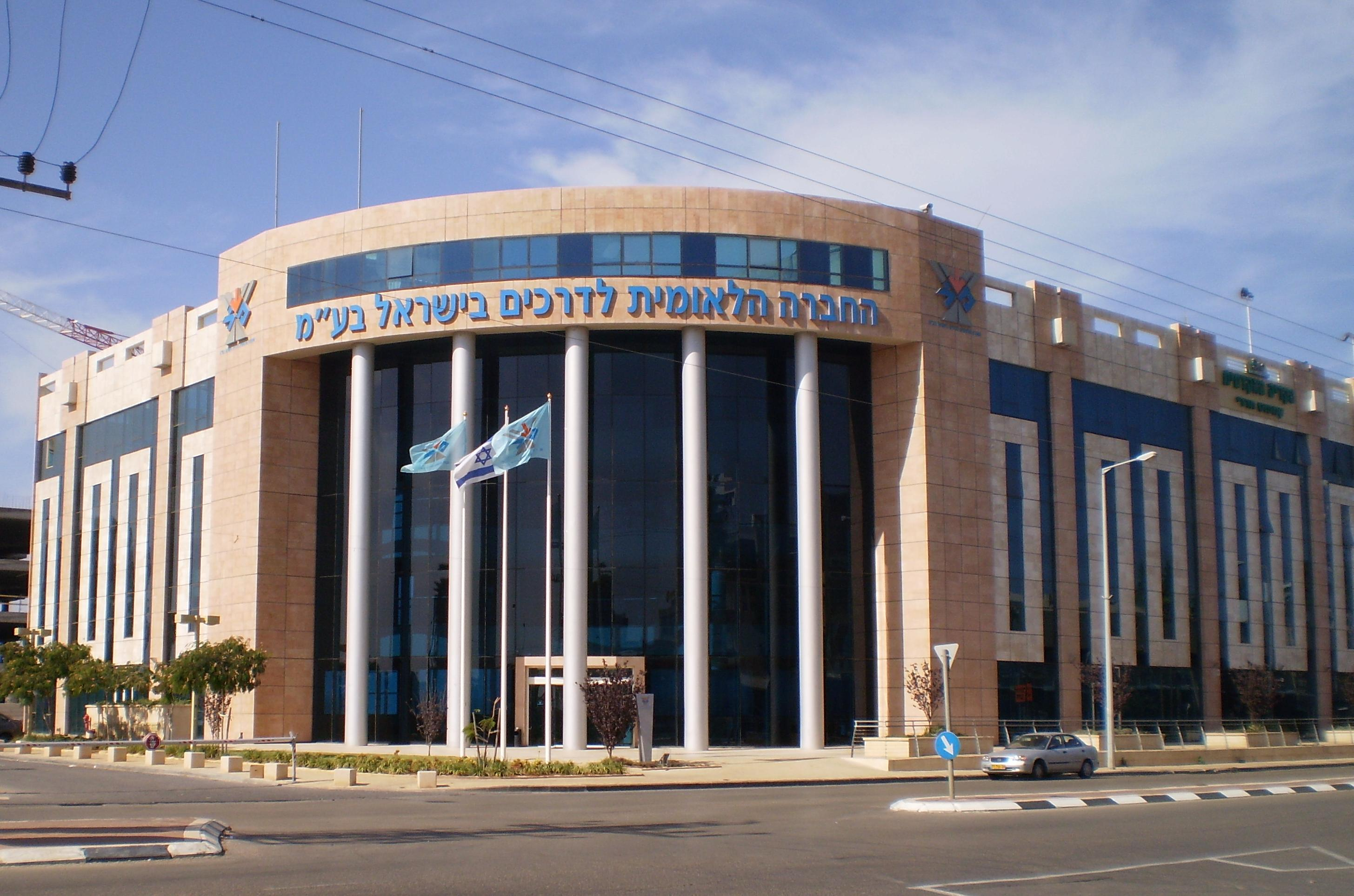
شركة الطرق الوطنية الإسرائيلية ، أو يهودا

نتيي إسرائيل (بالعبرية: נתיבי ישראל‏) (العربية: مضاءة طرق إسرائيل)،  سابقا شركة الطرق الوطنية في إسرائيل (بالعبرية: החברה הלאומית לדרכים בישראל‏) ، وتسمى أيضًا هيئة الطرق الوطنية ، هي شركة مملوكة للحكومة ، وهي مسؤولة عن تخطيط وبناء وصيانة معظم البنية التحتية للطرق في إسرائيل ، بما في ذلك الطرق والجسور والتقاطعات.
إن شركة الطرق الوطنية هي خليفة إدارة الأشغال العامة التابعة لوزارة النقل الإسرائيلية
تقع 8500 كيلومتر من الطرق و 105 تقاطعات و 2200 تقاطع و 1300 من الجسور والأنفاق تحت مسؤولية الشركة.  تشكل هذه معظم الطرق بين المدن في إسرائيل. الشركات الأخرى المسؤولة عن الطرق بين المدن تقع في حيفا ، في غوش دان و في القدس ، وهي كذلك المسؤولة عن الطريق السريع عبر إسرائيل و المسؤولة عن الطريق السريع 431 . كانت ميزانية الشركة لعام 2008 تبلغ 2.805 مليار شيكل إسرائيلي، تم تخصيص 800 مليون منها لصيانة الطرق. من المتوقع أن ترتفع الميزانية إلى 3.88 مليار في عام 2009. 

## روابط خارجية
- الموقع الرسمي
باللغة العبرية